# Vrsi
Vrsi es un municipio de Croacia en el condado de Zadar.

## Geografía
Se encuentra a una altitud de 53 m s. n. m. a 294 km de la capital nacional, Zagreb.

## Demografía
En el censo 2011 el total de población del municipio fue de 2 053 habitantes, distribuidos en las siguientes localidades:
- Poljica - 426
- Vrsi - 1 627

| Gráfica de población de Vrsi 1857-2011                              |
|                                                                     |
| Según los censos de población de la oficina estadística de Croacia. |